# Ajax (Q148)
«Аякс» (Q148) (фр. Ajax (Q148) — військовий корабель, великий океанський підводний човен типу «Редутабль» військово-морських сил Франції часів Другої світової війни.
Підводний човен «Аякс» був закладений 1 вересня 1928 року на верфі компанії Arsenal de Brest у Бресті. 28 травня 1930 року він був спущений на воду, а 1 лютого 1934 року увійшов до складу ВМС Франції.

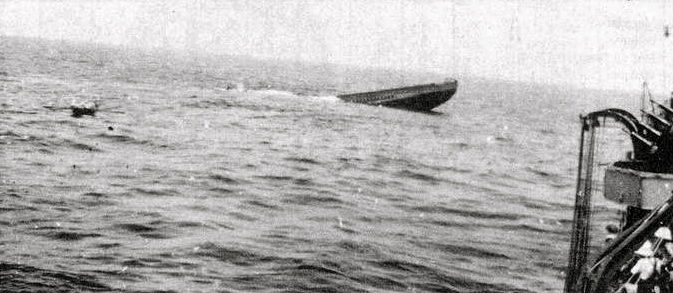
Затоплення французького підводного човна «Аякс». Фото з есмінця «Форчун»

## Історія служби
На початок Другої світової війни «Аякс» входив до складу 6-ї підводної дивізії, що базувалась у Бресті, разом з однотипними човнами «Персе», «Архімед» і «Понселе». У квітні 1940 року разом зі своїм «сістер-шипом» «Архімед» супроводжував конвой HX 41 з Галіфакса до Великої Британії. Через загрозу захоплення наступаючими німецькими військам Бреста разом з ще 13 французькими підводними човнами та одним танкером вийшов з ВМБ та перейшов до Касабланки, куди прибули 23 червня. Після нападу Королівського флоту Британії на Мерс-ель-Кебір човен патрулював уздовж узбережжя Марокко.
23 вересня 1940 року «Аякс» прибув до Дакара з «Персе» та «Понселе». Того ж дня, на підводному човні побачили, як британські сили готуються атакувати Дакар. Французькі ПЧ «Аякс» і «Персе» здійснили спробу атакувати британські кораблі, але «Персе» був швидко потоплений глибинними бомбами британців. «Аякс» був змушений піти на різке занурення на максимальну глибину, і потім піддався потужній атаці глибинними бомбами, але зазнав лише незначних збитків. Наступного дня човен спробував торпедувати британські лінкори «Барем» та «Резолюшн», але був виявлений гідролокатором та зазнав критичних пошкоджень від глибинних зарядів з есмінця «Форчун». Французи були змушені спливти на поверхню і затопити власноруч пошкоджений човен, більшу частину екіпажу врятували рятувальні човни з «Форчуна».